# Droga wojewódzka nr 483
Droga wojewódzka nr 483 (DW483) – droga wojewódzka łącząca Łask z DK46 w Częstochowie. Jej długość wynosi 95 km.

Ze względu na rozpoczęcie przez kopalnię odkrywkową Bełchatów eksploatacji węgla brunatnego w okolicach Chabielic przeniesiono drogę na odległość 2 km w kierunku zachodnim, na odcinku Chabielice – Stróża.

## Ważniejsze miejscowości leżące przy trasie DW483
- Łask (DW481)
- Buczek (DW484)
- Szczerców (DK74, DW480)
- Strzelce Wielkie
- Nowa Brzeźnica (DK42)
- Ważne Młyny (DW492)
- Stary Cykarzew
- Częstochowa (DW491, DK46)